# Championnats d'Europe de badminton par équipes 2006
Navigation
Almere 2008
Les championnats d'Europe de badminton par équipes 2008, première édition de cette compétition, se tiennent à Thessalonique en Grèce du 14 au 19 février 2006.

## Médaillés
| Épreuve           | Or       | Argent     | Bronze     |
| ----------------- | -------- | ---------- | ---------- |
| Épreuve masculine | Danemark | Allemagne  | Angleterre |
| Épreuve féminine  | Pays-Bas | Angleterre | Allemagne  |

## Compétition masculine

### Phase de groupe
- Le premier de chaque groupe est qualifié pour les quarts de finale.

|   | Équipe   | Points | J | V | D | MP | MC | +/- |
| - | -------- | ------ | - | - | - | -- | -- | --- |
| 1 | Danemark | 3      | 3 | 3 | 0 | 15 | 0  | +15 |
| 2 | Irlande  | 2      | 3 | 2 | 1 | 10 | 2  | +10 |
| 3 | Islande  | 1      | 3 | 1 | 2 | 4  | 11 | -7  |
| 4 | Arménie  | 0      | 3 | 0 | 3 | 1  | 14 | -13 |

| 14 février | Danemark | 5 | 0 | Arménie |
| 14 février | Islande  | 0 | 5 | Irlande |
| 15 février | Danemark | 5 | 0 | Islande |
| 15 février | Arménie  | 0 | 5 | Irlande |
| 16 février | Danemark | 5 | 0 | Irlande |
| 16 février | Arménie  | 1 | 4 | Islande |

|   | Équipe      | Points | J | V | D | MP | MC | +/- |
| - | ----------- | ------ | - | - | - | -- | -- | --- |
| 1 | Allemagne   | 3      | 3 | 3 | 0 | 14 | 1  | +13 |
| 2 | Finlande    | 2      | 3 | 2 | 1 | 10 | 5  | +5  |
| 3 | Portugal    | 1      | 3 | 1 | 2 | 6  | 9  | -3  |
| 4 | Biélorussie | 0      | 3 | 0 | 3 | 0  | 15 | -15 |

| 14 février | Allemagne   | 5 | 0 | Biélorussie |
| 14 février | Portugal    | 1 | 4 | Finlande    |
| 15 février | Allemagne   | 5 | 0 | Portugal    |
| 15 février | Biélorussie | 0 | 5 | Finlande    |
| 16 février | Allemagne   | 4 | 1 | Finlande    |
| 16 février | Biélorussie | 0 | 5 | Portugal    |

|   | Équipe         | Points | J | V | D | MP | MC | +/- |
| - | -------------- | ------ | - | - | - | -- | -- | --- |
| 1 | Autriche       | 3      | 3 | 3 | 0 | 12 | 3  | +9  |
| 2 | Pays de Galles | 2      | 3 | 2 | 1 | 10 | 5  | +5  |
| 3 | Écosse         | 1      | 3 | 1 | 2 | 7  | 8  | -1  |
| 4 | Chypre         | 0      | 3 | 0 | 3 | 1  | 14 | -13 |

| 14 février | Pays de Galles | 4 | 1 | Chypre   |
| 14 février | Écosse         | 1 | 4 | Autriche |
| 15 février | Pays de Galles | 4 | 1 | Écosse   |
| 15 février | Chypre         | 0 | 5 | Autriche |
| 16 février | Chypre         | 0 | 5 | Écosse   |
| 16 février | Pays de Galles | 2 | 3 | Autriche |

|   | Équipe   | Points | J | V | D | MP | MC | +/- |
| - | -------- | ------ | - | - | - | -- | -- | --- |
| 1 | France   | 3      | 3 | 3 | 0 | 12 | 3  | +9  |
| 2 | Tchéquie | 2      | 3 | 2 | 1 | 12 | 3  | +9  |
| 3 | Roumanie | 1      | 3 | 1 | 2 | 4  | 11 | -7  |
| 4 | Turquie  | 0      | 3 | 0 | 3 | 2  | 13 | -11 |

| 14 février | France   | 5 | 0 | Turquie  |
| 14 février | Roumanie | 0 | 5 | Tchéquie |
| 15 février | France   | 4 | 1 | Roumanie |
| 15 février | Turquie  | 0 | 5 | Tchéquie |
| 16 février | Turquie  | 2 | 3 | Roumanie |
| 16 février | France   | 3 | 2 | Tchéquie |

|   | Équipe   | Points | J | V | D | MP | MC | +/- |
| - | -------- | ------ | - | - | - | -- | -- | --- |
| 1 | Pays-Bas | 3      | 3 | 3 | 0 | 13 | 2  | +11 |
| 2 | Espagne  | 2      | 3 | 2 | 1 | 11 | 4  | +7  |
| 3 | Norvège  | 1      | 3 | 1 | 2 | 6  | 9  | -3  |
| 4 | Grèce    | 0      | 3 | 0 | 3 | 0  | 15 | -15 |

| 14 février | Pays-Bas | 5 | 0 | Grèce   |
| 14 février | Norvège  | 1 | 4 | Espagne |
| 15 février | Grèce    | 0 | 5 | Espagne |
| 15 février | Pays-Bas | 5 | 0 | Norvège |
| 16 février | Pays-Bas | 3 | 2 | Espagne |
| 16 février | Grèce    | 0 | 5 | Norvège |

|   | Équipe     | Points | J | V | D | MP | MC | +/- |
| - | ---------- | ------ | - | - | - | -- | -- | --- |
| 1 | Angleterre | 3      | 3 | 3 | 0 | 15 | 0  | +15 |
| 2 | Bulgarie   | 2      | 3 | 2 | 1 | 8  | 7  | +1  |
| 3 | Slovénie   | 1      | 3 | 1 | 2 | 7  | 8  | -1  |
| 4 | Israël     | 0      | 3 | 0 | 3 | 0  | 15 | -15 |

| 14 février | Angleterre | 5 | 0 | Israël   |
| 14 février | Bulgarie   | 3 | 2 | Slovénie |
| 15 février | Israël     | 0 | 5 | Slovénie |
| 15 février | Angleterre | 5 | 0 | Bulgarie |
| 16 février | Angleterre | 5 | 0 | Slovénie |
| 16 février | Israël     | 0 | 5 | Bulgarie |

|   | Équipe   | Points | J | V | D | MP | MC | +/- |
| - | -------- | ------ | - | - | - | -- | -- | --- |
| 1 | Pologne  | 3      | 3 | 3 | 0 | 14 | 1  | +13 |
| 2 | Russie   | 2      | 3 | 2 | 1 | 6  | 9  | -3  |
| 3 | Belgique | 1      | 3 | 1 | 2 | 6  | 9  | -3  |
| 4 | Estonie  | 0      | 3 | 0 | 3 | 4  | 11 | -7  |

| 14 février | Russie  | 3 | 2 | Belgique |
| 14 février | Pologne | 4 | 1 | Estonie  |
| 15 février | Pologne | 5 | 0 | Russie   |
| 15 février | Estonie | 1 | 4 | Belgique |
| 16 février | Pologne | 5 | 0 | Belgique |
| 16 février | Estonie | 2 | 3 | Russie   |

|   | Équipe  | Points | J | V | D | MP | MC | +/- |
| - | ------- | ------ | - | - | - | -- | -- | --- |
| 1 | Ukraine | 3      | 3 | 3 | 0 | 12 | 3  | +9  |
| 2 | Suède   | 2      | 3 | 2 | 1 | 10 | 5  | +5  |
| 3 | Italie  | 1      | 3 | 1 | 2 | 4  | 11 | -7  |
| 4 | Suisse  | 0      | 3 | 0 | 3 | 4  | 11 | -7  |

| 14 février | Suède   | 4 | 1 | Italie  |
| 14 février | Ukraine | 4 | 1 | Suisse  |
| 15 février | Italie  | 3 | 2 | Suisse  |
| 15 février | Suède   | 2 | 3 | Ukraine |
| 16 février | Suède   | 4 | 1 | Suisse  |
| 16 février | Italie  | 0 | 5 | Ukraine |

### Phase à élimination directe
|  | Quarts de finale | Quarts de finale |            |            | Demi-finales           | Demi-finales           |   |  | Finale     | Finale     |
|  | Quarts de finale | Quarts de finale |            |            | Demi-finales           | Demi-finales           |   |  | Finale     | Finale     |
|  |                  |                  |            |            |                        |                        |   |  |            |            |
|  | 17 février       | 17 février       |            |            | 18 février             | 18 février             |   |  | 19 février | 19 février |
|  | 17 février       | 17 février       |            |            | 18 février             | 18 février             |   |  | 19 février | 19 février |
|  | Danemark         | 3                |            |            | 18 février             | 18 février             |   |  | 19 février | 19 février |
|  | Danemark         | 3                |            |            | 18 février             | 18 février             |   |  | 19 février | 19 février |
|  | Ukraine          | 0                |            |            | 18 février             | 18 février             |   |  | 19 février | 19 février |
|  | Ukraine          | 0                | Danemark   | 3          |                        |                        |   |  | 19 février | 19 février |
|  | 17 février       |                  | Danemark   | 3          |                        |                        |   |  | 19 février | 19 février |
|  |                  | Angleterre       | 0          |            |                        |                        |   |  | 19 février | 19 février |
|  | France           | Angleterre       | 0          | 0          |                        |                        |   |  | 19 février | 19 février |
|  | France           |                  |            | 0          |                        |                        |   |  | 19 février | 19 février |
|  | Angleterre       | 3                |            |            |                        |                        |   |  | 19 février | 19 février |
|  | Angleterre       | 3                | Danemark   | 3          |                        |                        |   |  |            |            |
|  | 17 février       |                  | Danemark   | 3          |                        |                        |   |  |            |            |
|  |                  | Allemagne        | 0          |            |                        |                        |   |  |            |            |
|  | Pays-Bas         | Allemagne        | 0          | 3          |                        |                        |   |  |            |            |
|  | Pays-Bas         | 18 février       |            | 3          |                        |                        |   |  |            |            |
|  | Autriche         | 0                |            |            |                        |                        |   |  |            |            |
|  | Autriche         | 0                | Pays-Bas   | 1          |                        |                        |   |  |            |            |
|  | 17 février       | 17 février       | Pays-Bas   | 1          | Match pour la 3e place | Match pour la 3e place |   |  |            |            |
|  | 17 février       | 17 février       |            | Allemagne  | Match pour la 3e place | Match pour la 3e place | 3 |  |            |            |
|  | Pologne          | 3                | 19 février | 19 février |                        |                        | 3 |  |            |            |
|  | Pologne          | 3                | 19 février | 19 février |                        |                        |   |  |            |            |
|  | Allemagne        | 3                |            | Angleterre | 3                      |                        |   |  |            |            |
|  | Allemagne        | 3                |            | Angleterre | 3                      |                        |   |  |            |            |
|  |                  |                  |            |            |                        |                        |   |  | Pays-Bas   | 1          |
|  |                  |                  |            |            |                        |                        |   |  | Pays-Bas   | 1          |

#### Quarts de finale
| | Danemark                                   | 3                                 | -           | 0  | Ukraine |  |  |
| --- | ------------------------------------------ | --------------------------------- | ----------- | -- | ------- |  |  |
| 17 février - Alexandreio Melathron Nikos Galis Hall |                                            |                                   |             |    |         |  |  |
| Résumé du match |                                            |                                   |             |    |         |  |  |
| \| 1 \| \| Peter Gade \| 21 \| 21 \| \| \| \| \| 1 \| \| Vladislav Druzchenko \| 9 \| 11 \| \| \| \| \| 2 \| \| Kenneth Jonassen \| 21 \| 21 \| \| \| \| \| 2 \| \| Valeriy Atrashchenkov \| 9 \| 6 \| \| \| \| \| 3 \| \| Niels Christian Kaldau \| 21 \| 21 \| \| \| \| \| 3 \| \| Dmitry Zavadsky \| 10 \| 12 \| \| \| \| \| \| \| \| \| \| \| \| \| \| 4 \| \| Carsten Mogensen Mathias Boe \| non disputé \| \| \| \| \| \| 4 \| Vladislav Druzchenko Valeriy Atrashchenkov \| \| \| \| \| \| \| \| \| \| \| \| \| \| \| \| \| 5 \| \| Jonas Rasmussen Peter Steffensenv \| non disputé \| \| \| \| \| \| 5 \| Dmitry Zavadsky Vitaliy Konov \| \| \| \| \| \| \| \| \| \| \| \| \| \| \| \| |                                            |                                   |             |    |         |  |  |
| 1 |                                            | Peter Gade                        | 21          | 21 |         |  |  |
| 1 |                                            | Vladislav Druzchenko              | 9           | 11 |         |  |  |
| 2 |                                            | Kenneth Jonassen                  | 21          | 21 |         |  |  |
| 2 |                                            | Valeriy Atrashchenkov             | 9           | 6  |         |  |  |
| 3 |                                            | Niels Christian Kaldau            | 21          | 21 |         |  |  |
| 3 |                                            | Dmitry Zavadsky                   | 10          | 12 |         |  |  |
| |                                            |                                   |             |    |         |  |  |
| 4 |                                            | Carsten Mogensen Mathias Boe      | non disputé |    |         |  |  |
| 4 | Vladislav Druzchenko Valeriy Atrashchenkov |                                   |             |    |         |  |  |
| |                                            |                                   |             |    |         |  |  |
| 5 |                                            | Jonas Rasmussen Peter Steffensenv | non disputé |    |         |  |  |
| 5 | Dmitry Zavadsky Vitaliy Konov              |                                   |             |    |         |  |  |
| |                                            |                                   |             |    |         |  |  |

| | France                         | 0                               | -           | 3   | Angleterre |  |  |
| --- | ------------------------------ | ------------------------------- | ----------- | --- | ---------- |  |  |
| 17 février - Alexandreio Melathron Nikos Galis Hall |                                |                                 |             |     |            |  |  |
| Résumé du match |                                |                                 |             |     |            |  |  |
| \| 1 \| \| Simon Maunourt \| 17 \| 19 \| \| \| \| \| 1 \| \| Aamir Ghaffar \| 21 \| 21 \| \| \| \| \| 2 \| \| Erwin Kehlhoffner \| 21 \| 12 \| 11 \| \| \| \| 2 \| \| Andrew Smith \| 16 \| 21' \| 21 \| \| \| \| 3 \| \| Mihail Popov Svetoslav Stoyanov \| 15 \| 16 \| \| \| \| \| 3 \| \| Anthony Clark Robert Blair \| 21 \| 21 \| \| \| \| \| \| \| \| \| \| \| \| \| \| 4 \| \| Olivier Fossy \| non \| \| \| \| \| \| 4 \| \| Nicholas Kidd \| disputé \| \| \| \| \| \| \| \| \| \| \| \| \| \| \| 5 \| \| Erwin Kehlhoffner Thomas Quéré \| non disputé \| \| \| \| \| \| 5 \| Nathan Robertson David Lindley \| \| \| \| \| \| \| \| \| \| \| \| \| \| \| \| |                                |                                 |             |     |            |  |  |
| 1 |                                | Simon Maunourt                  | 17          | 19  |            |  |  |
| 1 |                                | Aamir Ghaffar                   | 21          | 21  |            |  |  |
| 2 |                                | Erwin Kehlhoffner               | 21          | 12  | 11         |  |  |
| 2 |                                | Andrew Smith                    | 16          | 21' | 21         |  |  |
| 3 |                                | Mihail Popov Svetoslav Stoyanov | 15          | 16  |            |  |  |
| 3 |                                | Anthony Clark Robert Blair      | 21          | 21  |            |  |  |
| |                                |                                 |             |     |            |  |  |
| 4 |                                | Olivier Fossy                   | non         |     |            |  |  |
| 4 |                                | Nicholas Kidd                   | disputé     |     |            |  |  |
| |                                |                                 |             |     |            |  |  |
| 5 |                                | Erwin Kehlhoffner Thomas Quéré  | non disputé |     |            |  |  |
| 5 | Nathan Robertson David Lindley |                                 |             |     |            |  |  |
| |                                |                                 |             |     |            |  |  |

| | Pays-Bas                          | 3                            | -           | 0  | Autriche |  |  |
| --- | --------------------------------- | ---------------------------- | ----------- | -- | -------- |  |  |
| 17 février - Alexandreio Melathron Nikos Galis Hall |                                   |                              |             |    |          |  |  |
| Résumé du match |                                   |                              |             |    |          |  |  |
| \| 1 \| \| Dicky Palyama \| 21 \| 21 \| \| \| \| \| 1 \| \| Jürgen Koch \| 11 \| 14 \| \| \| \| \| 2 \| \| Erig Pang \| 21 \| 21 \| \| \| \| \| 2 \| \| Heimo Gotschl \| 17 \| 11 \| \| \| \| \| 3 \| \| Rune Massing \| 21 \| 21 \| \| \| \| \| 3 \| \| Peter Zauner \| 17 \| 16 \| \| \| \| \| \| \| \| \| \| \| \| \| \| 4 \| \| Jurgen Wouters Dicky Palyama \| non disputé \| \| \| \| \| \| 4 \| Heimo Gotschl Michael Lahnsteiner \| \| \| \| \| \| \| \| \| \| \| \| \| \| \| \| \| 5 \| \| Eric Pang Koen Ridder \| non disputé \| \| \| \| \| \| 5 \| Jürgen Koch Peter Zauner \| \| \| \| \| \| \| \| \| \| \| \| \| \| \| \| |                                   |                              |             |    |          |  |  |
| 1 |                                   | Dicky Palyama                | 21          | 21 |          |  |  |
| 1 |                                   | Jürgen Koch                  | 11          | 14 |          |  |  |
| 2 |                                   | Erig Pang                    | 21          | 21 |          |  |  |
| 2 |                                   | Heimo Gotschl                | 17          | 11 |          |  |  |
| 3 |                                   | Rune Massing                 | 21          | 21 |          |  |  |
| 3 |                                   | Peter Zauner                 | 17          | 16 |          |  |  |
| |                                   |                              |             |    |          |  |  |
| 4 |                                   | Jurgen Wouters Dicky Palyama | non disputé |    |          |  |  |
| 4 | Heimo Gotschl Michael Lahnsteiner |                              |             |    |          |  |  |
| |                                   |                              |             |    |          |  |  |
| 5 |                                   | Eric Pang Koen Ridder        | non disputé |    |          |  |  |
| 5 | Jürgen Koch Peter Zauner          |                              |             |    |          |  |  |
| |                                   |                              |             |    |          |  |  |

| | Pologne | 2                              | -  | 3  | Allemagne |  |  |
| --- | ------- | ------------------------------ | -- | -- | --------- |  |  |
| 17 février - Alexandreio Melathron Nikos Galis Hall |         |                                |    |    |           |  |  |
| Résumé du match |         |                                |    |    |           |  |  |
| \| 1 \| \| Przemyslaw Wacha \| 17 \| 21 \| 21 \| \| \| \| 1 \| \| Björn Joppien \| 21 \| 13 \| 16 \| \| \| \| 2 \| \| Rafal Hawel \| 25 \| 7 \| 6 \| \| \| \| 2 \| \| Conrad Hückstädt \| 23 \| 21 \| 21 \| \| \| \| 3 \| \| Adam Cwalina \| 11 \| 11 \| \| \| \| \| 3 \| \| Roman Spitko \| 21 \| 21 \| \| \| \| \| \| \| \| \| \| \| \| \| \| 4 \| \| Robert Mateusiak Michał Łogosz \| 17 \| 21 \| 21 \| \| \| \| 4 \| \| Kristof Hopp Ingo Kindervater \| 21 \| 14 \| 19 \| \| \| \| \| \| \| \| \| \| \| \| \| 5 \| \| Rafal Hawel Przemyslaw Wacha \| 15 \| 24 \| 14 \| \| \| \| 5 \| \| Michael Fuchs Roman Spitko \| 21 \| 22 \| 21 \| \| \| \| \| \| \| \| \| \| \| \| |         |                                |    |    |           |  |  |
| 1 |         | Przemyslaw Wacha               | 17 | 21 | 21        |  |  |
| 1 |         | Björn Joppien                  | 21 | 13 | 16        |  |  |
| 2 |         | Rafal Hawel                    | 25 | 7  | 6         |  |  |
| 2 |         | Conrad Hückstädt               | 23 | 21 | 21        |  |  |
| 3 |         | Adam Cwalina                   | 11 | 11 |           |  |  |
| 3 |         | Roman Spitko                   | 21 | 21 |           |  |  |
| |         |                                |    |    |           |  |  |
| 4 |         | Robert Mateusiak Michał Łogosz | 17 | 21 | 21        |  |  |
| 4 |         | Kristof Hopp Ingo Kindervater  | 21 | 14 | 19        |  |  |
| |         |                                |    |    |           |  |  |
| 5 |         | Rafal Hawel Przemyslaw Wacha   | 15 | 24 | 14        |  |  |
| 5 |         | Michael Fuchs Roman Spitko     | 21 | 22 | 21        |  |  |
| |         |                                |    |    |           |  |  |

#### Demi-finales
| | Danemark                       | 3                             | -           | 0  | Angleterre |  |  |
| --- | ------------------------------ | ----------------------------- | ----------- | -- | ---------- |  |  |
| 18 février - Alexandreio Melathron Nikos Galis Hall |                                |                               |             |    |            |  |  |
| Résumé du match |                                |                               |             |    |            |  |  |
| \| 1 \| \| Peter Gade \| 21 \| 21 \| \| \| \| \| 1 \| \| Aamir Ghaffar \| 13 \| 9 \| \| \| \| \| 2 \| \| Jens Eriksen Martin Lundgaard \| 16 \| 21 \| 21 \| \| \| \| 2 \| \| Anthony Clark Robert Blair \| 21 \| 19 \| 13 \| \| \| \| 3 \| \| Kenneth Jonassen \| 21 \| 23 \| 21 \| \| \| \| 3 \| \| Nicholas Kidd \| 7 \| 25 \| 14 \| \| \| \| \| \| \| \| \| \| \| \| \| 4 \| \| Carsten Mogensen Mathias Boe \| non disputé \| \| \| \| \| \| 4 \| Nathan Robertson David Lindley \| \| \| \| \| \| \| \| \| \| \| \| \| \| \| \| \| 5 \| \| Joachim Persson \| non \| \| \| \| \| \| 5 \| \| Rajiv Ouseph \| disputé \| \| \| \| \| \| \| \| \| \| \| \| \| \| |                                |                               |             |    |            |  |  |
| 1 |                                | Peter Gade                    | 21          | 21 |            |  |  |
| 1 |                                | Aamir Ghaffar                 | 13          | 9  |            |  |  |
| 2 |                                | Jens Eriksen Martin Lundgaard | 16          | 21 | 21         |  |  |
| 2 |                                | Anthony Clark Robert Blair    | 21          | 19 | 13         |  |  |
| 3 |                                | Kenneth Jonassen              | 21          | 23 | 21         |  |  |
| 3 |                                | Nicholas Kidd                 | 7           | 25 | 14         |  |  |
| |                                |                               |             |    |            |  |  |
| 4 |                                | Carsten Mogensen Mathias Boe  | non disputé |    |            |  |  |
| 4 | Nathan Robertson David Lindley |                               |             |    |            |  |  |
| |                                |                               |             |    |            |  |  |
| 5 |                                | Joachim Persson               | non         |    |            |  |  |
| 5 |                                | Rajiv Ouseph                  | disputé     |    |            |  |  |
| |                                |                               |             |    |            |  |  |

| | Pays-Bas                   | 2                             | -           | 3  | Allemagne |  |  |
| --- | -------------------------- | ----------------------------- | ----------- | -- | --------- |  |  |
| 18 février - Alexandreio Melathron Nikos Galis Hall |                            |                               |             |    |           |  |  |
| Résumé du match |                            |                               |             |    |           |  |  |
| \| 1 \| \| Dicky Palyama \| 20 \| 21 \| 19 \| \| \| \| 1 \| \| Björn Joppien \| 22 \| 19 \| 21 \| \| \| \| 2 \| \| Eric Pang \| 21 \| 21 \| \| \| \| \| 2 \| \| Conrad Hückstädt \| 16 \| 19 \| \| \| \| \| 3 \| \| Rune Massing \| 12 \| 18 \| \| \| \| \| 3 \| \| Roman Spitko \| 21 \| 21 \| \| \| \| \| \| \| \| \| \| \| \| \| \| 4 \| \| Jurgen Wouters Koen Ridder \| 21 \| 9 \| 12 \| \| \| \| 4 \| \| Kristof Hopp Ingo Kindervater \| 17 \| 21 \| 21 \| \| \| \| \| \| \| \| \| \| \| \| \| 5 \| \| Dicky Palyama Eric Pang \| non disputé \| \| \| \| \| \| 5 \| Michael Fuchs Roman Spitko \| \| \| \| \| \| \| \| \| \| \| \| \| \| \| \| |                            |                               |             |    |           |  |  |
| 1 |                            | Dicky Palyama                 | 20          | 21 | 19        |  |  |
| 1 |                            | Björn Joppien                 | 22          | 19 | 21        |  |  |
| 2 |                            | Eric Pang                     | 21          | 21 |           |  |  |
| 2 |                            | Conrad Hückstädt              | 16          | 19 |           |  |  |
| 3 |                            | Rune Massing                  | 12          | 18 |           |  |  |
| 3 |                            | Roman Spitko                  | 21          | 21 |           |  |  |
| |                            |                               |             |    |           |  |  |
| 4 |                            | Jurgen Wouters Koen Ridder    | 21          | 9  | 12        |  |  |
| 4 |                            | Kristof Hopp Ingo Kindervater | 17          | 21 | 21        |  |  |
| |                            |                               |             |    |           |  |  |
| 5 |                            | Dicky Palyama Eric Pang       | non disputé |    |           |  |  |
| 5 | Michael Fuchs Roman Spitko |                               |             |    |           |  |  |
| |                            |                               |             |    |           |  |  |

#### Match pour la troisième place
| | Angleterre              | 3                              | -           | 1  | Pays-Bas |  |  |
| --- | ----------------------- | ------------------------------ | ----------- | -- | -------- |  |  |
| 19 février - Alexandreio Melathron Nikos Galis Hall |                         |                                |             |    |          |  |  |
| Résumé du match |                         |                                |             |    |          |  |  |
| \| 1 \| \| Aamir Ghaffar \| 21 \| 23 \| \| \| \| \| 1 \| \| Dicky Palyama \| 19 \| 21 \| \| \| \| \| 2 \| \| Andrew Smith \| 14 \| 21 \| 12 \| \| \| \| 2 \| \| Eric Pang \| 21 \| 19 \| 21 \| \| \| \| 3 \| \| Anthony Clark Robert Blair \| 21 \| 21 \| \| \| \| \| 3 \| \| Jurgen Wouters Koen Ridder \| 4 \| 4 \| \| \| \| \| \| \| \| \| \| \| \| \| \| 4 \| \| Nicholas Kidd \| 21 \| 21 \| \| \| \| \| 4 \| \| Rune MAssing \| 16 \| 14 \| \| \| \| \| \| \| \| \| \| \| \| \| \| 5 \| \| Nathan Robertson David Lindley \| non disputé \| \| \| \| \| \| 5 \| Dicky Palyama Eric Pang \| \| \| \| \| \| \| \| \| \| \| \| \| \| \| \| |                         |                                |             |    |          |  |  |
| 1 |                         | Aamir Ghaffar                  | 21          | 23 |          |  |  |
| 1 |                         | Dicky Palyama                  | 19          | 21 |          |  |  |
| 2 |                         | Andrew Smith                   | 14          | 21 | 12       |  |  |
| 2 |                         | Eric Pang                      | 21          | 19 | 21       |  |  |
| 3 |                         | Anthony Clark Robert Blair     | 21          | 21 |          |  |  |
| 3 |                         | Jurgen Wouters Koen Ridder     | 4           | 4  |          |  |  |
| |                         |                                |             |    |          |  |  |
| 4 |                         | Nicholas Kidd                  | 21          | 21 |          |  |  |
| 4 |                         | Rune MAssing                   | 16          | 14 |          |  |  |
| |                         |                                |             |    |          |  |  |
| 5 |                         | Nathan Robertson David Lindley | non disputé |    |          |  |  |
| 5 | Dicky Palyama Eric Pang |                                |             |    |          |  |  |
| |                         |                                |             |    |          |  |  |

#### Finale
| | Danemark                   | 3                             | -           | 0  | Allemagne |  |  |
| --- | -------------------------- | ----------------------------- | ----------- | -- | --------- |  |  |
| 19 février - Alexandreio Melathron Nikos Galis Hall |                            |                               |             |    |           |  |  |
| Résumé du match |                            |                               |             |    |           |  |  |
| \| 1 \| \| Peter Gade \| 17 \| 21 \| 21 \| \| \| \| 1 \| \| Björn Joppien \| 21 \| 15 \| 10 \| \| \| \| 2 \| \| Jens Eriksen Martin Lungaard \| 21 \| 23 \| \| \| \| \| 2 \| \| Kristof Hopp Ingo Kindervater \| 16 \| 21 \| \| \| \| \| 3 \| \| Kenneth Jonassen \| 21 \| 21 \| \| \| \| \| 3 \| \| Roman Spitko \| 11 \| 15 \| \| \| \| \| \| \| \| \| \| \| \| \| \| 4 \| \| Carsten Mogensen Mathias Boe \| non disputé \| \| \| \| \| \| 4 \| Tim Dettmann Michael Fuchs \| \| \| \| \| \| \| \| \| \| \| \| \| \| \| \| \| 5 \| \| Joachim Persson \| non \| \| \| \| \| \| 5 \| \| Marcel Reuter \| disputé \| \| \| \| \| \| \| \| \| \| \| \| \| \| |                            |                               |             |    |           |  |  |
| 1 |                            | Peter Gade                    | 17          | 21 | 21        |  |  |
| 1 |                            | Björn Joppien                 | 21          | 15 | 10        |  |  |
| 2 |                            | Jens Eriksen Martin Lungaard  | 21          | 23 |           |  |  |
| 2 |                            | Kristof Hopp Ingo Kindervater | 16          | 21 |           |  |  |
| 3 |                            | Kenneth Jonassen              | 21          | 21 |           |  |  |
| 3 |                            | Roman Spitko                  | 11          | 15 |           |  |  |
| |                            |                               |             |    |           |  |  |
| 4 |                            | Carsten Mogensen Mathias Boe  | non disputé |    |           |  |  |
| 4 | Tim Dettmann Michael Fuchs |                               |             |    |           |  |  |
| |                            |                               |             |    |           |  |  |
| 5 |                            | Joachim Persson               | non         |    |           |  |  |
| 5 |                            | Marcel Reuter                 | disputé     |    |           |  |  |
| |                            |                               |             |    |           |  |  |

## Compétition féminine

### Phase de groupe
- Le premier de chaque groupe est qualifié pour les quarts de finale.

|   | Équipe     | Points | J | V | D | MP | MC | +/- |
| - | ---------- | ------ | - | - | - | -- | -- | --- |
| 1 | Angleterre | 3      | 3 | 3 | 0 | 14 | 1  | +13 |
| 2 | Bulgarie   | 2      | 3 | 2 | 1 | 8  | 7  | +1  |
| 3 | Tchéquie   | 1      | 3 | 1 | 2 | 6  | 9  | -3  |
| 4 | Chypre     | 0      | 3 | 0 | 3 | 2  | 13 | -11 |

| 14 février | Angleterre | 5 | 0 | Chypre   |
| 14 février | Tchéquie   | 2 | 3 | Bulgarie |
| 15 février | Angleterre | 5 | 0 | Tchéquie |
| 15 février | Chypre     | 1 | 4 | Bulgarie |
| 16 février | Angleterre | 4 | 1 | Bulgarie |
| 16 février | Chypre     | 1 | 4 | Tchéquie |

|   | Équipe      | Points | J | V | D | MP | MC | +/- |
| - | ----------- | ------ | - | - | - | -- | -- | --- |
| 1 | Allemagne   | 3      | 3 | 3 | 0 | 14 | 1  | +13 |
| 2 | Pologne     | 2      | 3 | 2 | 1 | 8  | 7  | +1  |
| 3 | Biélorussie | 1      | 3 | 1 | 2 | 8  | 7  | +1  |
| 4 | Turquie     | 0      | 3 | 0 | 3 | 0  | 15 | -15 |

| 14 février | Allemagne   | 4 | 1 | Biélorussie |
| 14 février | Turquie     | 0 | 5 | Pologne     |
| 15 février | Allemagne   | 5 | 0 | Turquie     |
| 15 février | Biélorussie | 2 | 3 | Pologne     |
| 16 février | Allemagne   | 5 | 0 | Pologne     |
| 16 février | Biélorussie | 5 | 0 | Turquie     |

|   | Équipe   | Points | J | V | D | MP | MC | +/- |
| - | -------- | ------ | - | - | - | -- | -- | --- |
| 1 | Écosse   | 3      | 3 | 3 | 0 | 12 | 3  | +9  |
| 2 | Ukraine  | 2      | 3 | 2 | 1 | 9  | 6  | +3  |
| 3 | Finlande | 1      | 3 | 1 | 2 | 7  | 7  | -1  |
| 4 | Islande  | 0      | 3 | 0 | 3 | 2  | 13 | -11 |

| 14 février | Ukraine | 3 | 2 | Finlande |
| 14 février | Écosse  | 5 | 0 | Islande  |
| 15 février | Écosse  | 4 | 1 | Ukraine  |
| 15 février | Islande | 2 | 3 | Finlande |
| 16 février | Islande | 0 | 5 | Ukraine  |
| 16 février | Écosse  | 3 | 2 | Finlande |

|   | Équipe    | Points | J | V | D | MP | MC | +/- |
| - | --------- | ------ | - | - | - | -- | -- | --- |
| 1 | Danemark  | 3      | 3 | 3 | 0 | 15 | 0  | +15 |
| 2 | Portugal  | 2      | 3 | 2 | 1 | 9  | 6  | +3  |
| 3 | Espagne   | 1      | 3 | 1 | 2 | 3  | 12 | -9  |
| 4 | Slovaquie | 0      | 3 | 0 | 3 | 3  | 12 | -9  |

| 14 février | Danemark  | 5 | 0 | Slovaquie |
| 14 février | Portugal  | 5 | 0 | Espagne   |
| 15 février | Slovaquie | 2 | 3 | Espagne   |
| 15 février | Danemark  | 5 | 0 | Portugal  |
| 16 février | Danemark  | 5 | 0 | Espagne   |
| 16 février | Slovaquie | 1 | 4 | Portugal  |

|   | Équipe   | Points | J | V | D | MP | MC | +/- |
| - | -------- | ------ | - | - | - | -- | -- | --- |
| 1 | Pays-Bas | 3      | 3 | 3 | 0 | 15 | 0  | +15 |
| 2 | Estonie  | 2      | 3 | 2 | 1 | 8  | 7  | +1  |
| 3 | Irlande  | 1      | 3 | 1 | 2 | 3  | 12 | -9  |
| 4 | Autriche | 0      | 3 | 0 | 3 | 4  | 11 | -7  |

| 14 février | Pays-Bas | 5 | 0 | Irlande  |
| 14 février | Estonie  | 3 | 2 | Autriche |
| 15 février | Pays-Bas | 5 | 0 | Estonie  |
| 15 février | Irlande  | 3 | 2 | Autriche |
| 16 février | Pays-Bas | 5 | 0 | Autriche |
| 16 février | Irlande  | 0 | 5 | Estonie  |

|   | Équipe         | Points | J | V | D | MP | MC | +/- |
| - | -------------- | ------ | - | - | - | -- | -- | --- |
| 1 | France         | 3      | 3 | 3 | 0 | 14 | 1  | +13 |
| 2 | Slovénie       | 2      | 3 | 2 | 1 | 9  | 6  | +3  |
| 3 | Suisse         | 1      | 3 | 1 | 2 | 7  | 8  | -1  |
| 4 | Pays de Galles | 0      | 3 | 0 | 3 | 0  | 15 | -15 |

| 14 février | Slovénie       | 3 | 2 | Suisse         |
| 14 février | France         | 5 | 0 | Pays de Galles |
| 15 février | France         | 4 | 1 | Slovénie       |
| 15 février | Pays de Galles | 0 | 5 | Suisse         |
| 16 février | France         | 5 | 0 | Suisse         |
| 16 février | Pays de Galles | 0 | 5 | Slovénie       |

|   | Équipe | Points | J | V | D | MP | MC | +/- |
| - | ------ | ------ | - | - | - | -- | -- | --- |
| 1 | Suède  | 2      | 2 | 2 | 0 | 10 | 0  | +10 |
| 2 | Italie | 1      | 2 | 1 | 1 | 4  | 6  | -2  |
| 3 | Grèce  | 0      | 2 | 0 | 2 | 1  | 9  | -8  |

| 14 février | Italie | 0 | 5 | Suède  |
| 15 février | Grèce  | 0 | 5 | Suède  |
| 16 février | Grèce  | 1 | 4 | Italie |

### Phase à élimination directe
|  | Quarts de finale | Quarts de finale |            |            | Demi-finales           | Demi-finales           |   |  | Finale     | Finale     |
|  | Quarts de finale | Quarts de finale |            |            | Demi-finales           | Demi-finales           |   |  | Finale     | Finale     |
|  |                  |                  |            |            |                        |                        |   |  |            |            |
|  | 17 février       | 17 février       |            |            | 18 février             | 18 février             |   |  | 19 février | 19 février |
|  | 17 février       | 17 février       |            |            | 18 février             | 18 février             |   |  | 19 février | 19 février |
|  | Angleterre       |                  |            |            | 18 février             | 18 février             |   |  | 19 février | 19 février |
|  |                  |                  |            |            | 18 février             | 18 février             |   |  | 19 février | 19 février |
|  | bye              |                  |            |            | 18 février             | 18 février             |   |  | 19 février | 19 février |
|  | Angleterre       | 3                |            |            |                        |                        |   |  | 19 février | 19 février |
|  | Angleterre       | 3                | 17 février |            |                        |                        |   |  | 19 février | 19 février |
|  |                  | Danemark         | 0          |            |                        |                        |   |  | 19 février | 19 février |
|  | Danemark         | Danemark         | 0          | 3          |                        |                        |   |  | 19 février | 19 février |
|  | Danemark         |                  |            | 3          |                        |                        |   |  | 19 février | 19 février |
|  | France           | 1                |            |            |                        |                        |   |  | 19 février | 19 février |
|  | France           | 1                | Angleterre | 0          |                        |                        |   |  |            |            |
|  | 17 février       |                  | Angleterre | 0          |                        |                        |   |  |            |            |
|  |                  | Pays-Bas         | 3          |            |                        |                        |   |  |            |            |
|  | Pays-Bas         | Pays-Bas         | 3          | 3          |                        |                        |   |  |            |            |
|  | Pays-Bas         | 18 février       |            | 3          |                        |                        |   |  |            |            |
|  | Écosse           | 0                |            |            |                        |                        |   |  |            |            |
|  | Écosse           | 0                | Pays-Bas   | 3          |                        |                        |   |  |            |            |
|  | 17 février       | 17 février       | Pays-Bas   | 3          | Match pour la 3e place | Match pour la 3e place |   |  |            |            |
|  | 17 février       | 17 février       |            | Allemagne  | Match pour la 3e place | Match pour la 3e place | 2 |  |            |            |
|  | Suède            | 0                | 19 février | 19 février |                        |                        | 2 |  |            |            |
|  | Suède            | 0                | 19 février | 19 février |                        |                        |   |  |            |            |
|  | Allemagne        | 3                |            | Allemagne  | 3                      |                        |   |  |            |            |
|  | Allemagne        | 3                |            | Allemagne  | 3                      |                        |   |  |            |            |
|  |                  |                  |            |            |                        |                        |   |  | Danemark   | 1          |
|  |                  |                  |            |            |                        |                        |   |  | Danemark   | 1          |

#### Quarts de finale
| | Danemark                     | 3                                          | -           | 1  | France |  |  |
| --- | ---------------------------- | ------------------------------------------ | ----------- | -- | ------ |  |  |
| 17 février - Alexandreio Melathron Nikos Galis Hall |                              |                                            |             |    |        |  |  |
| Résumé du match |                              |                                            |             |    |        |  |  |
| \| 1 \| \| Tine Hoy \| 8 \| 13 \| \| \| \| \| 1 \| \| Hongyan Pi \| 21 \| 21 \| \| \| \| \| 2 \| \| Camilla Sørensen \| 21 \| 21 \| \| \| \| \| 2 \| \| Perrine Lebuhanic \| 13 \| 18 \| \| \| \| \| 3 \| \| Anne Marie Pedersen \| 12 \| 21 \| 21 \| \| \| \| 3 \| \| Weny Rahmawati \| 21 \| 17 \| 11 \| \| \| \| \| \| \| \| \| \| \| \| \| 4 \| \| Kamilla Rytter Juhl Lena Frier Kristiansen \| 21 \| 21 \| \| \| \| \| 4 \| \| Hongyan Pi Laura Choinet \| 10 \| 12 \| \| \| \| \| \| \| \| \| \| \| \| \| \| 5 \| \| Britta Andersen Mette Schjoldager \| non disputé \| \| \| \| \| \| 5 \| Élodie Eymard Weny Rahmawati \| \| \| \| \| \| \| \| \| \| \| \| \| \| \| \| |                              |                                            |             |    |        |  |  |
| 1 |                              | Tine Hoy                                   | 8           | 13 |        |  |  |
| 1 |                              | Hongyan Pi                                 | 21          | 21 |        |  |  |
| 2 |                              | Camilla Sørensen                           | 21          | 21 |        |  |  |
| 2 |                              | Perrine Lebuhanic                          | 13          | 18 |        |  |  |
| 3 |                              | Anne Marie Pedersen                        | 12          | 21 | 21     |  |  |
| 3 |                              | Weny Rahmawati                             | 21          | 17 | 11     |  |  |
| |                              |                                            |             |    |        |  |  |
| 4 |                              | Kamilla Rytter Juhl Lena Frier Kristiansen | 21          | 21 |        |  |  |
| 4 |                              | Hongyan Pi Laura Choinet                   | 10          | 12 |        |  |  |
| |                              |                                            |             |    |        |  |  |
| 5 |                              | Britta Andersen Mette Schjoldager          | non disputé |    |        |  |  |
| 5 | Élodie Eymard Weny Rahmawati |                                            |             |    |        |  |  |
| |                              |                                            |             |    |        |  |  |

| | Pays-Bas                     | 3                                    | -           | 0  | Écosse |  |  |
| --- | ---------------------------- | ------------------------------------ | ----------- | -- | ------ |  |  |
| 17 février - Alexandreio Melathron Nikos Galis Hall |                              |                                      |             |    |        |  |  |
| Résumé du match |                              |                                      |             |    |        |  |  |
| \| 1 \| \| Yao Jie \| 21 \| 21 \| \| \| \| \| 1 \| \| Susan Hugues \| 5 \| 10 \| \| \| \| \| 2 \| \| Mia Audina \| 21 \| 21 \| \| \| \| \| 2 \| \| Yuan Wemyss \| 11 \| 17 \| \| \| \| \| 3 \| \| Judith Meulendijks \| 21 \| 21 \| \| \| \| \| 3 \| \| Linda Sloan \| 9 \| 9 \| \| \| \| \| \| \| \| \| \| \| \| \| \| 4 \| \| Lotte Bruil Mia Audina \| non disputé \| \| \| \| \| \| 4 \| Emma Mason Imogen Bankier \| \| \| \| \| \| \| \| \| \| \| \| \| \| \| \| \| 5 \| \| Brenda Beenhakker Judith Meulendijks \| non disputé \| \| \| \| \| \| 5 \| Yuan Wemyss Michelle Douglas \| \| \| \| \| \| \| \| \| \| \| \| \| \| \| \| |                              |                                      |             |    |        |  |  |
| 1 |                              | Yao Jie                              | 21          | 21 |        |  |  |
| 1 |                              | Susan Hugues                         | 5           | 10 |        |  |  |
| 2 |                              | Mia Audina                           | 21          | 21 |        |  |  |
| 2 |                              | Yuan Wemyss                          | 11          | 17 |        |  |  |
| 3 |                              | Judith Meulendijks                   | 21          | 21 |        |  |  |
| 3 |                              | Linda Sloan                          | 9           | 9  |        |  |  |
| |                              |                                      |             |    |        |  |  |
| 4 |                              | Lotte Bruil Mia Audina               | non disputé |    |        |  |  |
| 4 | Emma Mason Imogen Bankier    |                                      |             |    |        |  |  |
| |                              |                                      |             |    |        |  |  |
| 5 |                              | Brenda Beenhakker Judith Meulendijks | non disputé |    |        |  |  |
| 5 | Yuan Wemyss Michelle Douglas |                                      |             |    |        |  |  |
| |                              |                                      |             |    |        |  |  |

| | Suède                         | 0                               | -           | 3  | Allemagne |  |  |
| --- | ----------------------------- | ------------------------------- | ----------- | -- | --------- |  |  |
| 17 février - Alexandreio Melathron Nikos Galis Hall |                               |                                 |             |    |           |  |  |
| Résumé du match |                               |                                 |             |    |           |  |  |
| \| 1 \| \| Sara Persson \| 15 \| 16 \| \| \| \| \| 1 \| \| Huaiwen Xu \| 21 \| 21 \| \| \| \| \| 2 \| \| Elin Bergblom \| 13 \| 21 \| 11 \| \| \| \| 2 \| \| Juliane Schenk \| 21 \| 17 \| 21 \| \| \| \| 3 \| \| Helene Nystedt \| 14 \| 8 \| \| \| \| \| 3 \| \| Petra Overzier \| 21 \| 21 \| \| \| \| \| \| \| \| \| \| \| \| \| \| 4 \| \| Sara Persson Emelie Lennartsson \| non disputé \| \| \| \| \| \| 4 \| Carina Mette Michaela Peiffer \| \| \| \| \| \| \| \| \| \| \| \| \| \| \| \| \| 5 \| \| Elin Bergblom Johanna Persson \| non disputé \| \| \| \| \| \| 5 \| Nicole Grether Juliane Schenk \| \| \| \| \| \| \| \| \| \| \| \| \| \| \| \| |                               |                                 |             |    |           |  |  |
| 1 |                               | Sara Persson                    | 15          | 16 |           |  |  |
| 1 |                               | Huaiwen Xu                      | 21          | 21 |           |  |  |
| 2 |                               | Elin Bergblom                   | 13          | 21 | 11        |  |  |
| 2 |                               | Juliane Schenk                  | 21          | 17 | 21        |  |  |
| 3 |                               | Helene Nystedt                  | 14          | 8  |           |  |  |
| 3 |                               | Petra Overzier                  | 21          | 21 |           |  |  |
| |                               |                                 |             |    |           |  |  |
| 4 |                               | Sara Persson Emelie Lennartsson | non disputé |    |           |  |  |
| 4 | Carina Mette Michaela Peiffer |                                 |             |    |           |  |  |
| |                               |                                 |             |    |           |  |  |
| 5 |                               | Elin Bergblom Johanna Persson   | non disputé |    |           |  |  |
| 5 | Nicole Grether Juliane Schenk |                                 |             |    |           |  |  |
| |                               |                                 |             |    |           |  |  |

#### Demi-finales
| | Angleterre                                 | 3                                 | -           | 0  | Danemark |  |  |
| --- | ------------------------------------------ | --------------------------------- | ----------- | -- | -------- |  |  |
| 18 février - Alexandreio Melathron Nikos Galis Hall |                                            |                                   |             |    |          |  |  |
| Résumé du match |                                            |                                   |             |    |          |  |  |
| \| 1 \| \| Tracey Hallam \| 21 \| 21 \| \| \| \| \| 1 \| \| Tine Hoy \| 19 \| 10 \| \| \| \| \| 2 \| \| Gail Emms Donna Kellog \| 15 \| 21 \| 21 \| \| \| \| 2 \| \| Mette Schjoldager Britta Andersen \| 21 \| 16 \| 12 \| \| \| \| 3 \| \| Elizabeth Cann \| \| \| \| \| \| \| 3 \| Camilla Sørensen \| \| \| \| \| \| \| \| \| \| \| \| \| \| \| \| \| 4 \| \| Ella Tripp Joanne Nicholas \| non disputé \| \| \| \| \| \| 4 \| Kamilla Rytter Juhl Lena Frier Kristiansen \| \| \| \| \| \| \| \| \| \| \| \| \| \| \| \| \| 5 \| \| Julia Mann \| non \| \| \| \| \| \| 5 \| \| Anne Marie Pedersen \| disputé \| \| \| \| \| \| \| \| \| \| \| \| \| \| |                                            |                                   |             |    |          |  |  |
| 1 |                                            | Tracey Hallam                     | 21          | 21 |          |  |  |
| 1 |                                            | Tine Hoy                          | 19          | 10 |          |  |  |
| 2 |                                            | Gail Emms Donna Kellog            | 15          | 21 | 21       |  |  |
| 2 |                                            | Mette Schjoldager Britta Andersen | 21          | 16 | 12       |  |  |
| 3 |                                            | Elizabeth Cann                    |             |    |          |  |  |
| 3 | Camilla Sørensen                           |                                   |             |    |          |  |  |
| |                                            |                                   |             |    |          |  |  |
| 4 |                                            | Ella Tripp Joanne Nicholas        | non disputé |    |          |  |  |
| 4 | Kamilla Rytter Juhl Lena Frier Kristiansen |                                   |             |    |          |  |  |
| |                                            |                                   |             |    |          |  |  |
| 5 |                                            | Julia Mann                        | non         |    |          |  |  |
| 5 |                                            | Anne Marie Pedersen               | disputé     |    |          |  |  |
| |                                            |                                   |             |    |          |  |  |

| | Pays-Bas | 3                                    | -  | 2  | Allemagne |  |  |
| --- | -------- | ------------------------------------ | -- | -- | --------- |  |  |
| 18 février - Alexandreio Melathron Nikos Galis Hall |          |                                      |    |    |           |  |  |
| Résumé du match |          |                                      |    |    |           |  |  |
| \| 1 \| \| Yao Jie \| 10 \| 12 \| \| \| \| \| 1 \| \| Huaiwen Xu \| 21 \| 21 \| \| \| \| \| 2 \| \| Mia Audina \| 21 \| 24 \| \| \| \| \| 2 \| \| Juliane Schenk \| 19 \| 22 \| \| \| \| \| 3 \| \| Judith Meulendijks \| 14 \| 18 \| \| \| \| \| 3 \| \| Petra Overzier \| 21 \| 21 \| \| \| \| \| \| \| \| \| \| \| \| \| \| 4 \| \| Mia Audina Lotte Bruil \| 21 \| 21 \| \| \| \| \| 4 \| \| Juliane Schenk Nicole Grether \| 19 \| 14 \| \| \| \| \| \| \| \| \| \| \| \| \| \| 5 \| \| Brenda Beenhakker Judith Meulendijks \| 21 \| 17 \| 23 \| \| \| \| 5 \| \| Kathrin Piotrowski Huawen Xu \| 12 \| 21 \| 21 \| \| \| \| \| \| \| \| \| \| \| \| |          |                                      |    |    |           |  |  |
| 1 |          | Yao Jie                              | 10 | 12 |           |  |  |
| 1 |          | Huaiwen Xu                           | 21 | 21 |           |  |  |
| 2 |          | Mia Audina                           | 21 | 24 |           |  |  |
| 2 |          | Juliane Schenk                       | 19 | 22 |           |  |  |
| 3 |          | Judith Meulendijks                   | 14 | 18 |           |  |  |
| 3 |          | Petra Overzier                       | 21 | 21 |           |  |  |
| |          |                                      |    |    |           |  |  |
| 4 |          | Mia Audina Lotte Bruil               | 21 | 21 |           |  |  |
| 4 |          | Juliane Schenk Nicole Grether        | 19 | 14 |           |  |  |
| |          |                                      |    |    |           |  |  |
| 5 |          | Brenda Beenhakker Judith Meulendijks | 21 | 17 | 23        |  |  |
| 5 |          | Kathrin Piotrowski Huawen Xu         | 12 | 21 | 21        |  |  |
| |          |                                      |    |    |           |  |  |

#### Match pour la troisième place
| | Danemark                      | 1                                          | -           | 3  | Allemagne |  |  |
| --- | ----------------------------- | ------------------------------------------ | ----------- | -- | --------- |  |  |
| 19 février - Alexandreio Melathron Nikos Galis Hall |                               |                                            |             |    |           |  |  |
| Résumé du match |                               |                                            |             |    |           |  |  |
| \| 1 \| \| Camilla Sørensen \| 12 \| 10 \| \| \| \| \| 1 \| \| Huaiwen Xu \| 21 \| 21 \| \| \| \| \| 2 \| \| Nanna Brosolat Jensen \| 15 \| 20 \| \| \| \| \| 2 \| \| Juliane Schenk \| 21 \| 22 \| \| \| \| \| 3 \| \| Kamilla Rytter Juhl Lena Frier Kristiansen \| 21 \| 21 \| \| \| \| \| 3 \| \| Kathrin Piotrowski Huaiwen Xu \| 9 \| 9 \| \| \| \| \| \| \| \| \| \| \| \| \| \| 4 \| \| Anne Marie Pedersen \| 16 \| 7 \| \| \| \| \| 4 \| \| Petra Overzier \| 21 \| 21 \| \| \| \| \| \| \| \| \| \| \| \| \| \| 5 \| \| Britta Andersen Mette Schjoldager \| non disputé \| \| \| \| \| \| 5 \| Nicole Grether Juliane Schenk \| \| \| \| \| \| \| \| \| \| \| \| \| \| \| \| |                               |                                            |             |    |           |  |  |
| 1 |                               | Camilla Sørensen                           | 12          | 10 |           |  |  |
| 1 |                               | Huaiwen Xu                                 | 21          | 21 |           |  |  |
| 2 |                               | Nanna Brosolat Jensen                      | 15          | 20 |           |  |  |
| 2 |                               | Juliane Schenk                             | 21          | 22 |           |  |  |
| 3 |                               | Kamilla Rytter Juhl Lena Frier Kristiansen | 21          | 21 |           |  |  |
| 3 |                               | Kathrin Piotrowski Huaiwen Xu              | 9           | 9  |           |  |  |
| |                               |                                            |             |    |           |  |  |
| 4 |                               | Anne Marie Pedersen                        | 16          | 7  |           |  |  |
| 4 |                               | Petra Overzier                             | 21          | 21 |           |  |  |
| |                               |                                            |             |    |           |  |  |
| 5 |                               | Britta Andersen Mette Schjoldager          | non disputé |    |           |  |  |
| 5 | Nicole Grether Juliane Schenk |                                            |             |    |           |  |  |
| |                               |                                            |             |    |           |  |  |

#### Finale
| | Angleterre                           | 0                          | -           | 3  | Pays-Bas |  |  |
| --- | ------------------------------------ | -------------------------- | ----------- | -- | -------- |  |  |
| 19 février - Alexandreio Melathron Nikos Galis Hall |                                      |                            |             |    |          |  |  |
| Résumé du match |                                      |                            |             |    |          |  |  |
| \| 1 \| \| Tracey Hallam \| 19 \| 16 \| \| \| \| \| 1 \| \| Yao Jie \| 21 \| 21 \| \| \| \| \| 2 \| \| Elizabeth Cann \| 15 \| 15 \| \| \| \| \| 2 \| \| Mia Audina \| 21 \| 21 \| \| \| \| \| 3 \| \| Jill Pittard \| 15 \| 14 \| \| \| \| \| 3 \| \| Judith Meulendijks \| 21 \| 21 \| \| \| \| \| \| \| \| \| \| \| \| \| \| 4 \| \| Gail Emms Donna Kellog \| non disputé \| \| \| \| \| \| 4 \| Mia Audina Lotte Bruil \| \| \| \| \| \| \| \| \| \| \| \| \| \| \| \| \| 5 \| \| Ella Tripp Joanne Nicholas \| non disputé \| \| \| \| \| \| 5 \| Brenda Beenhakker Judith Meulendijks \| \| \| \| \| \| \| \| \| \| \| \| \| \| \| \| |                                      |                            |             |    |          |  |  |
| 1 |                                      | Tracey Hallam              | 19          | 16 |          |  |  |
| 1 |                                      | Yao Jie                    | 21          | 21 |          |  |  |
| 2 |                                      | Elizabeth Cann             | 15          | 15 |          |  |  |
| 2 |                                      | Mia Audina                 | 21          | 21 |          |  |  |
| 3 |                                      | Jill Pittard               | 15          | 14 |          |  |  |
| 3 |                                      | Judith Meulendijks         | 21          | 21 |          |  |  |
| |                                      |                            |             |    |          |  |  |
| 4 |                                      | Gail Emms Donna Kellog     | non disputé |    |          |  |  |
| 4 | Mia Audina Lotte Bruil               |                            |             |    |          |  |  |
| |                                      |                            |             |    |          |  |  |
| 5 |                                      | Ella Tripp Joanne Nicholas | non disputé |    |          |  |  |
| 5 | Brenda Beenhakker Judith Meulendijks |                            |             |    |          |  |  |
| |                                      |                            |             |    |          |  |  |